# H.E. Salzberg Company
Die H.E. Salzberg Company war vom Ende des 19. Jahrhunderts bis in die 1980er-Jahre sowohl als Händler für Altmetall als auch als Holdingunternehmen für Shortline-Eisenbahngesellschaften in den Vereinigten Staaten tätig.

## Geschichte
Harry E. Salzberg (1878–6. Juli 1948), ein Unternehmer aus New York City, nahm in den 1890er-Jahren über seine H.E. Salzberg Company den Handel mit Altmetall auf. In den ersten Jahrzehnten des 20. Jahrhunderts spezialisierte sich das Unternehmen auf den Abbau und die Verwertung zum Austausch anstehender oder nicht mehr benötigter Bahnanlagen. Ab den 1930er-Jahren erwarb Salzberg dabei kleinere Bahngesellschaften auch vollständig, häufig aus Versteigerungen im Rahmen von Insolvenzverfahren. Firmenteile, die profitabel waren oder für die noch keine Genehmigung zur Stilllegung vorlag, wurden unter Salzberg-Regie weiterbetrieben. Dieser Geschäftszweig wurde nach dem Zweiten Weltkrieg zunehmend bedeutender und auf den, soweit möglich, langfristigen Betrieb ausgelegt. Salzbergs Schwiegersohn Samuel M. Pinsly gründete 1938 die ebenfalls als Holding für Bahngesellschaften tätige Pinsly Railroad Company.
Nach dem Tod von Harry Salzberg im Jahr 1948 erbte dessen bereits in der Geschäftsführung tätiger Sohn Murray M. Salzberg (1915–29. Juli 1984) die H.E. Salzberg Company und das 1918 gegründete Schwesterunternehmen H. E. Salzberg & Company. Zu Ehren seines Vaters stiftete Murray Salzberg 1949 den Salzberg Medallion-Preis der Whitman School of Management der Syracuse University, mit dem jährlich Personen oder Unternehmen im Transport- und Supply-Chain-Management ausgezeichnet werden. Murray Salzberg vererbte die Firmen an seine drei Kinder, die die verbleibenden Beteiligungen an Bahn- und Busgesellschaften in den 1980er-Jahren verkauften. Die H.E. Salzberg Company in New York bestand bis 30. Dezember 2009; eine gleichnamige Beteiligungsgesellschaft der Familie Salzberg existiert nach wie vor in Nevada.

## Bahngesellschaften
Die H.E. Salzberg Company und die H. E. Salzberg & Company besaßen folgende Bahngesellschaften:
| Bahngesellschaft                               | Abkürzung  | Region                 | Im Eigentum seit | Im Eigentum bis               | Bemerkung                                                           |
| ---------------------------------------------- | ---------- | ---------------------- | ---------------- | ----------------------------- | ------------------------------------------------------------------- |
| Ocean Electric Railway                         |            | New York               | 1929             | 1929 abgebaut                 | Kein Zugbetrieb während der Salzberg-Beteiligung                    |
| New York & Queens County Railway               | NY&QC      | New York               | 1932             | 1937 stillgelegt              |                                                                     |
| Southern New Jersey Railroad                   | SNJ        | New Jersey             | 26. März 1936    | 1941 stillgelegt              | Teilstrecke der erworbenen insolventen Tuckerton Railroad           |
| Hoosac Tunnel & Wilmington Railroad            | HTW / HT&W | Massachusetts, Vermont | 1936             | 1938 verkauft                 | Kein Zugbetrieb während der Salzberg-Beteiligung                    |
| Unadilla Valley Railway                        | UV         | New York               | 1937             | September 1960 stillgelegt    |                                                                     |
| Southern New York Railway                      | SNY        | New York               | August 1939      | 1971 stillgelegt              |                                                                     |
| Arkansas Valley Railway                        | AVR        | Kansas                 | November 1939    | Juli 1942 stillgelegt         | vormals Arkansas Valley Interurban Railway                          |
| Lewiston–Auburn Transit Company                |            | Maine                  | 1. April 1941    | 1. September 1941 stillgelegt |                                                                     |
| Jamestown, Westfield and Northwestern Railroad | JW&NW      | New York               | 1943             | 1950 stillgelegt              |                                                                     |
| Arkansas & Ozarks Railway                      | A&O        | Arkansas               | 1949             | 7. April 1961 stillgelegt     | Teilstrecke der erworbenen insolventen Missouri & Arkansas Railway  |
| Fort Dodge, Des Moines & Southern Railroad     | FDDM       | Iowa                   | 1955             | 1968 verkauft                 |                                                                     |
| Wellsville, Addison & Galeton Railroad         | WAG        | New York, Pennsylvania | 1956             | November 1979 stillgelegt     |                                                                     |
| St. Johnsbury & Lamoille County Railroad       | StJ&LC     | Vermont                | 1956             | 1967 verkauft                 |                                                                     |
| Louisiana and North West Railroad              | LNW        | Louisiana, Arkansas    | 1958             | 1986 verkauft                 |                                                                     |
| Coudersport & Port Allegany Railroad           | C&PA       | Pennsylvania           | 1964             | 8. Dezember 1970 stillgelegt  | nach Kauf mit Wellsville, Addison & Galeton Railroad zusammengelegt |

Zudem betrieb die Salzberg-Firmengruppe die aus der New York & Queens County Railway hervorgegangene Queens Transit Corporation und die Steinway Transit Corporation, die Busverkehr im New Yorker Stadtbezirk Queens anboten. Die beiden Busbetriebe wurden 1986 fusioniert und 1988 verkauft.